# Parkview Field
Das Parkview Field ist ein Baseball-Stadion in der US-amerikanischen Stadt Fort Wayne im Bundesstaat Indiana. Es ist das Heimstadion des Minor League Baseball-Teams Fort Wayne TinCaps, einem Single-A Farmteam der San Diego Padres, das in der Midwest League spielt. Es wurde am 16. April 2009 eingeweiht. Der Bau erfolgte als Teil eines Revitalisierungsprojektes Hanover Square in der Innenstadt von Fort Wayne, mit dem auch die Errichtung eines Hotel- und Kongresszentrum, eines Theaters und mehreren Wohnhäusern einhergingen.

## Galerie

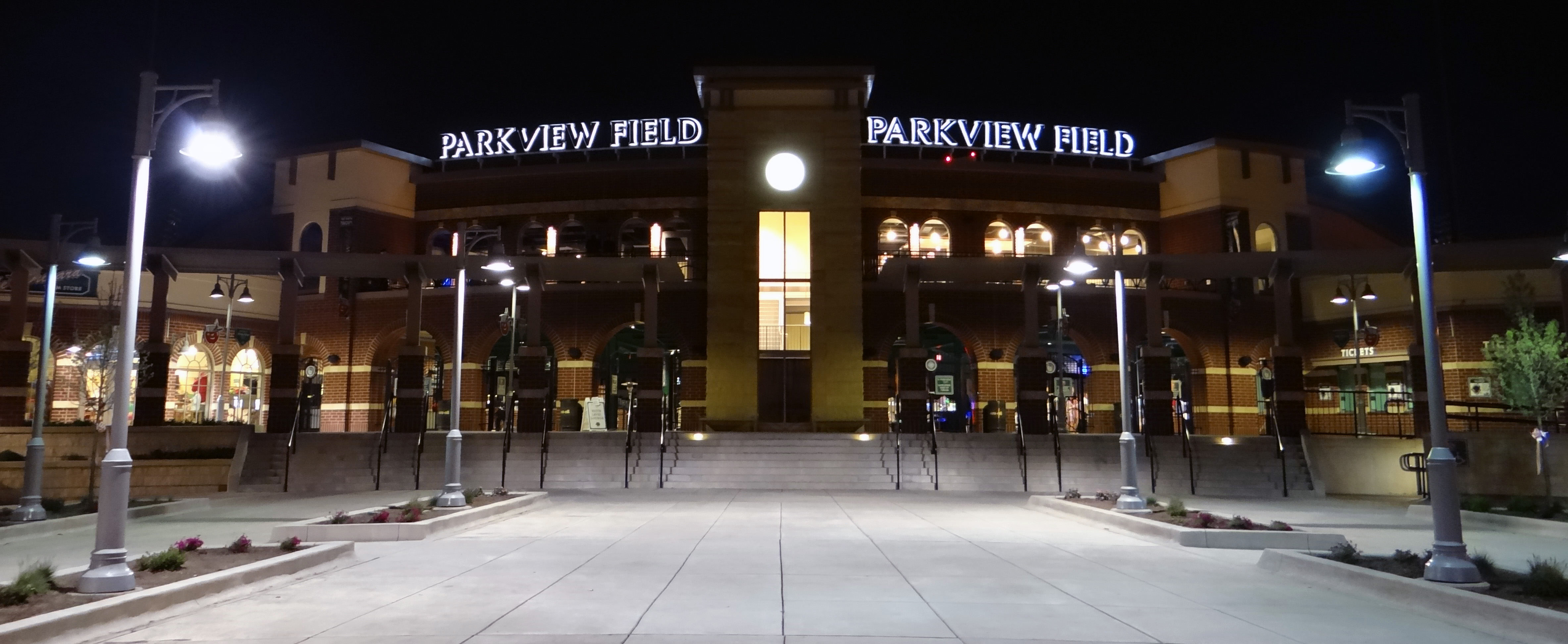
Parkview Field bei Nacht
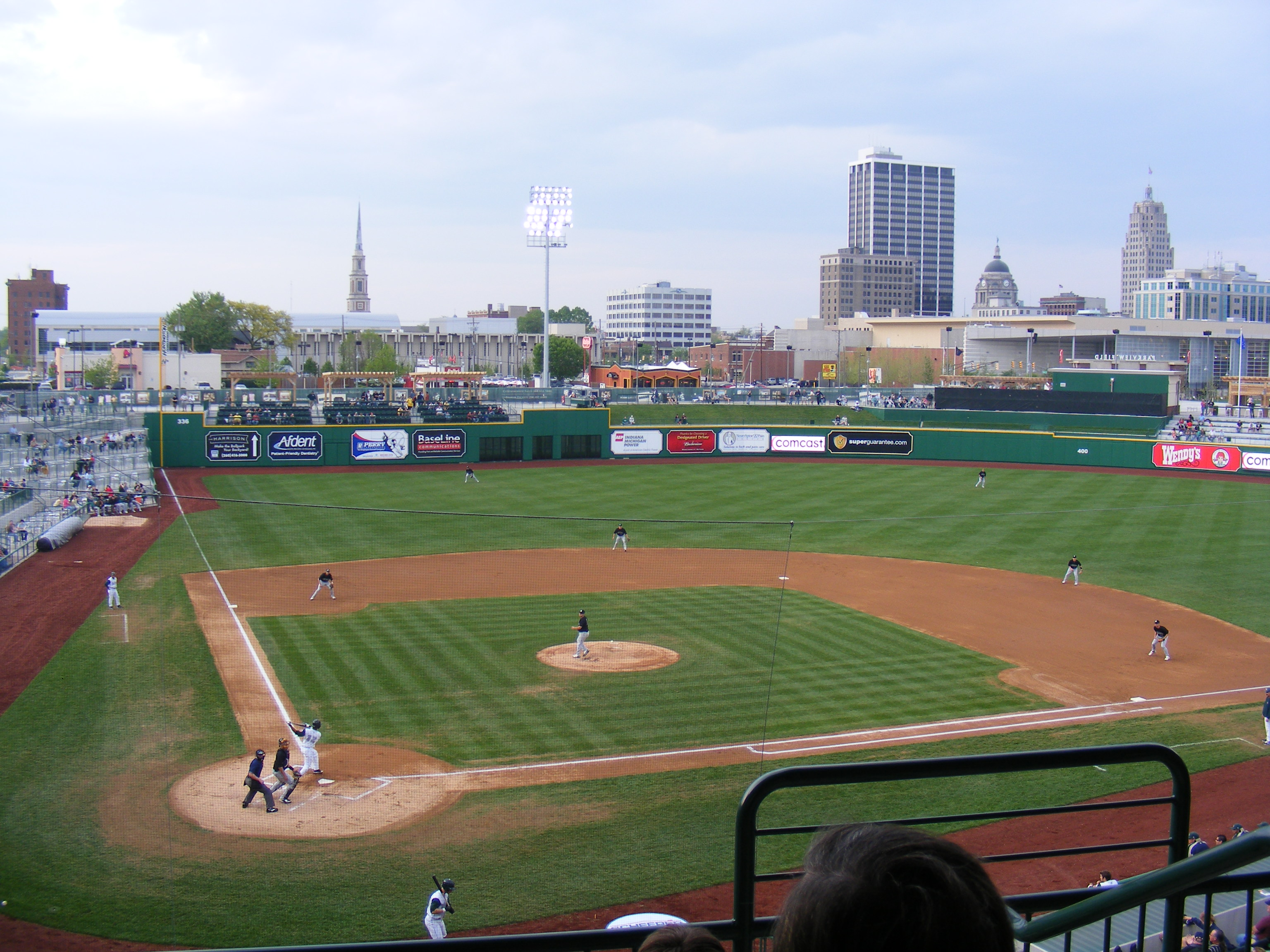
Parkview Field – Blick von der Tribüne
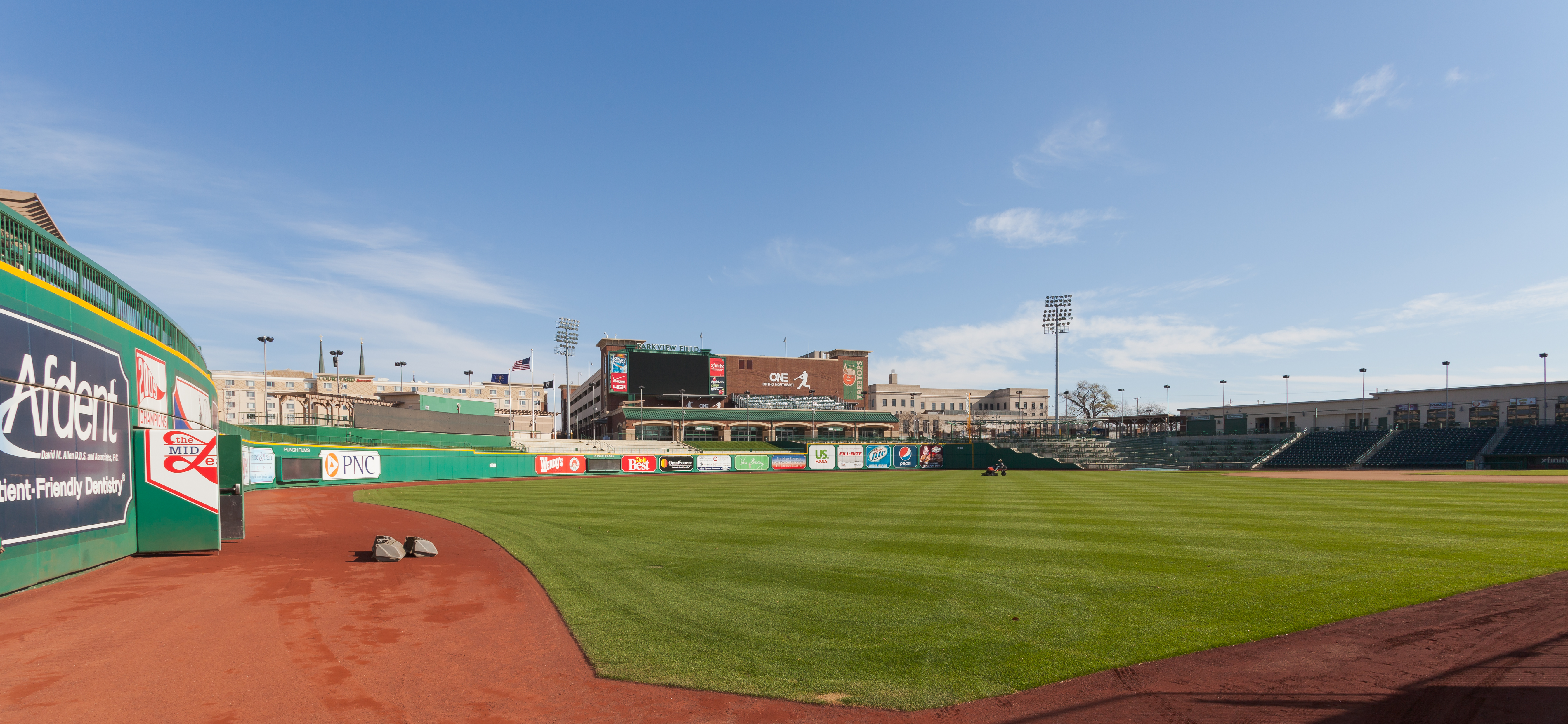
Parkview Field – Blick vom Spielfeld